# Congrégation des pères mékhitaristes
 (septembre 2016).

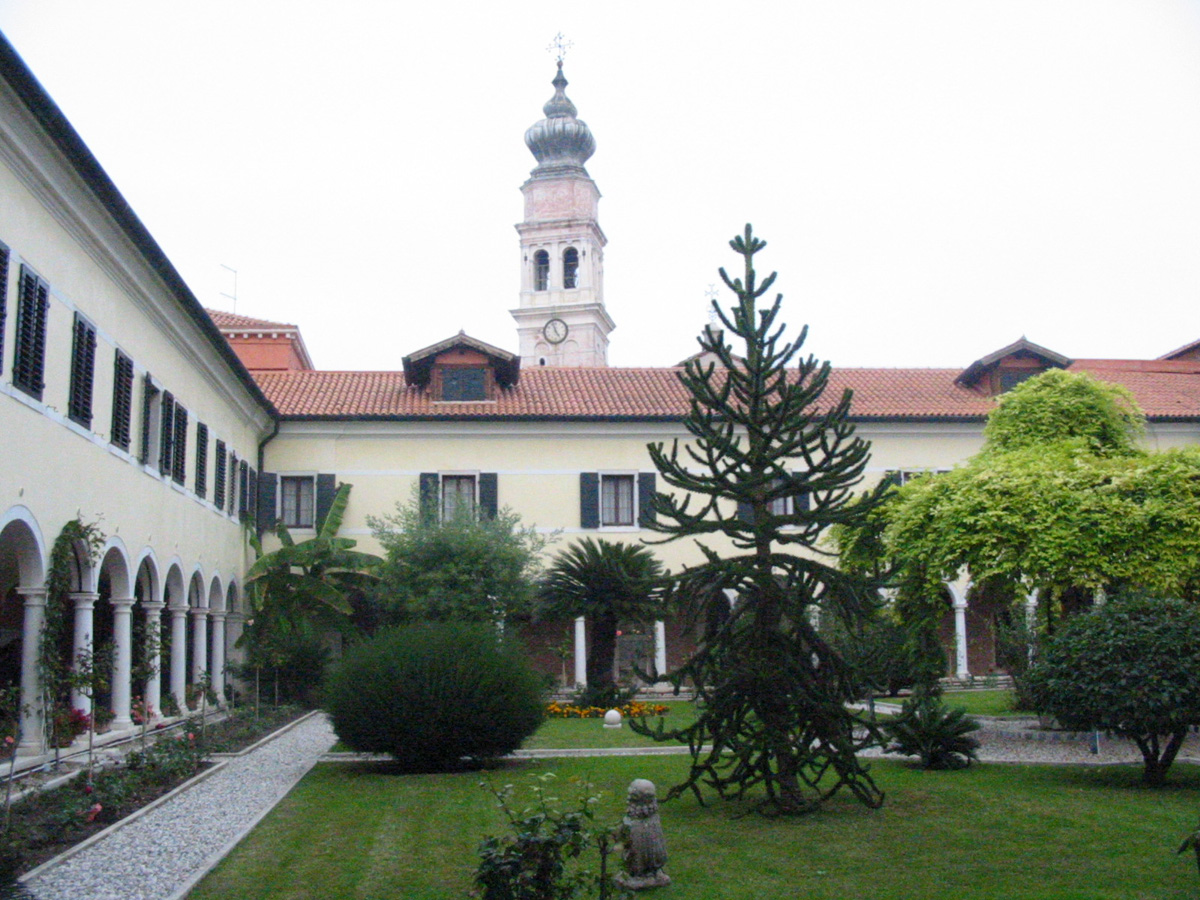
Vue partielle du monastère San Lazzaro degli Armeni à Venise.

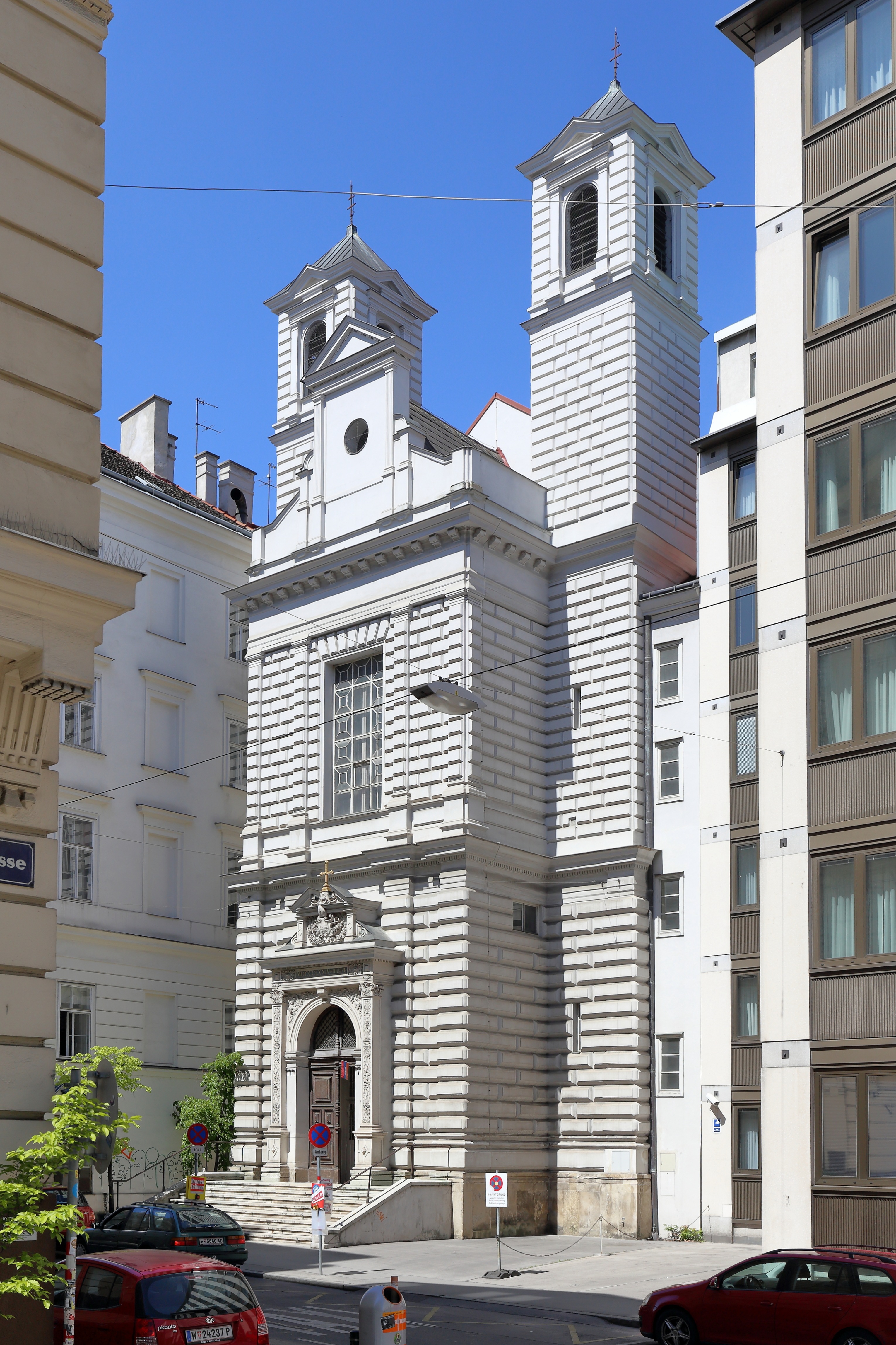
Monastère mékhitariste de Vienne en Autriche.

La Congrégation des pères mékhitaristes est un ordre monastique catholique arménien fondé par Mékhitar de Sébaste en 1700 à Constantinople, capitale de l'Empire ottoman, et reconnu par le pape Clément XI en 1712.
L'ordre occupe aujourd'hui le monastère San Lazzaro degli Armeni sur l'île du même nom dans la lagune de Venise en Italie, ainsi que le monastère mékhitariste de Vienne en Autriche. Plusieurs écoles dirigées par les pères mékhitaristes existent de par le monde et plus particulièrement en France, le collège Samuel Moorat (dit Samuel Mouradian) à Sèvres (Hauts-de-Seine). L'ordre a joué un grand rôle dans le maintien et le renouveau de l'héritage culturel arménien.

## Présentation

### Histoire
L'ordre a été fondé en 1701 à Constantinople par Mékhitar de Sébaste. Deux ans plus tard, l'ordre s'installe à Modon, sur le territoire vénitien de Morée, pour échapper aux tracasseries du patriarche arménien de Constantinople. Le monastère est abandonné en 1715, à la suite de la conquête turque et l'ordre se fixe sur l'île de San Lazzaro à l'invitation de la république de Venise.
En 1712, l'ordre est reconnu par le pape Clément XI.
En 2016, le pape François nomme Mgr Lévon Boghos Zékiyan, délégué épiscopal auprès de l'Ordre.
Elle compte 28 moines dont 24 prêtres en 2017.

## Action culturelle et éducative

### Activités littéraires
Contrairement à la plupart des ordres monastiques chrétiens qui pratiquent au quotidien un travail manuel ou artisanal, les pères mékhitaristes ont le devoir d'accomplir des œuvres intellectuelles. Ainsi, l'écriture, la lecture et la recherche sont les principales occupations de ces prêtres.

### Conservation d’œuvres d'art
Le monastère San Lazzaro abrite une collection d'œuvres littéraires et artistiques unique au monde. On y trouve notamment certaines des premières bibles imprimées, des manuscrits originaux n'existant plus qu'en langue arménienne (les autres en latin ou en grec ayant été perdus ou détruits), des tableaux d'éminents peintres arméniens (Shart, Carzou, Sarian...) et autres lithographies et dessins.
Un musée permet de découvrir des objets anciens arméniens et urartéens, certains ayant plus de 2 000 ans. Une momie égyptienne vieille de quelque 4000 ans et son sarcophage y sont également exposés. Tous ces objets ont été soit offerts à la congrégation soit trouvés par les prêtres eux-mêmes durant leurs voyages.

### Fondation de collèges et de cours d'arméniens
Par ailleurs, de nombreuses écoles primaires et collèges ont existé à travers le monde : Paris, Vienne, Venise, Beyrouth, etc. Dorénavant, face à la baisse de vocations et de moyens de la congrégation, la plupart d'entre eux sont fermés ou n'assurent plus que des cours d'arménien hebdomadaires. Ces collèges, notamment celui de Sèvres, ont accueilli de nombreuses personnalités telles que le réalisateur Raffy Shart, le producteur Christian Ardan, le compositeur Armen Bedrossian ou le comédien Charles Gérard. À Paris, entre 1846 et 1870, l'hôtel de Bourbon-Condé fut le siège du collège arménien Samuel Moorat, créé par la congrégation.
En 2017, cinq collèges sont encore actifs, reflets de la diaspora arménienne dans le monde : Beyrouth, Los Angeles, Buenos Aires,Istanbul et Erevan.

## Membres
- Ghoukas Indjidjian (1758-1833), géographie arménien
- Gabriel Aïvazovski (1812-1880), prêtre et homme de lettres arménien